# Der Ehrentag
Der Ehrentag ist eine Novellette von Arthur Schnitzler über einen Nebendarsteller, der durch einen Scherz in den Suizid getrieben wird. Sie erschien erstmals 1897 in der Literaturzeitschrift Die Romanwelt in Berlin und wurde in Folge im Novellettenband Die Frau des Weisen (1898) abgedruckt.

## Inhalt
Der Wiener Kaffeehausbesucher August von Witte hat eine Freundin am Theater – die Blandini, Solistin im Operettenfach. Nach der Abendvorstellung will er mit ihr und Freunden soupieren. Einen Jux will er sich im Parkett machen, der Herr von Witte. Dafür sind auch seine Freunde zu haben. Man bestellt den Herrn Dobrdal. Der gebietet über eine Schar bezahlter Beifallklatscher. Mit Dobrdal wird vereinbart, der Beifallsturm soll aufbranden, sobald Friedrich Roland in seiner unbedeutenden Rolle kurz neben Albertine Blandini auftritt. Witte ist auf Roland eifersüchtig.
Während seines zehnjährigen Engagements an der städtischen Bühne haben auch die lieben Kollegen „mit dem feinen Spürsinn niederer Menschen“ längst die Schwachpunkte des alternden Darstellers Roland herausgefunden. Sie verlachen ihn, der als Page, Diener oder Knecht auftreten muss. Kurzum, über Roland, den angeblich eingebildeten Mimen, wird in der ganzen Stadt gescherzt. Aber er hat mindestens einen Menschen, der ihm zugetan ist. Manchmal steht ein Veilchenstrauß an seinem Platz in der Garderobe. Hoffnungen macht sich Roland keine mehr. Er ist schon so weit, dass er die Jungen an der Bühne beneidet, die noch hoffen dürfen. Auch das Kapitel Frauen hat er abgeschlossen. Fräulein Blandini, die Primadonna des Theaters, hatte manchmal auf einer Probe ein Wort mit ihm gewechselt. Aber Roland hatte nicht gewagt, darauf näher einzugehen.
Als nun Roland auftritt und der Beifallssturm losbricht, meint er, die Blandini neben ihm werde mit den Ovationen bedacht. Falsch. Seine wirklich erbärmliche Nebenrolle wird gehuldigt. Unter dem Gelächter des Publikums wird ein Lorbeerkranz hoch gereicht. Auf der Schleife steht: „Dem genialen Mimen Roland. Die dankbare Mitwelt.“ Eine furchtbare Verlassenheit überkommt den „Geehrten“, als er den Spaß, der mit ihm gemacht wird, durchschaut. Immerfort wird Roland vor den Vorhang gerufen. Er sträubt sich, doch gegen den Theaterdirektor kommt er nicht an. Das sei Rolands „Ehrentag“, sagt der Direktor lachend. Einmal im Leben sei jeder an der Reihe. Die Blandini hat Tränen im Auge. Das Fräulein erkennt wohl, wer den Spaß bestellt hat. Sie gibt Herrn von Witte den Laufpass. Auf die Suche nach Roland findet sie den Unglücklichen in seiner Garderobe erhängt vor.

## Rezeption
- Konstituierendes Element ist nach Perlmann[1] der Kontrast zwischen dem Kleindarsteller Roland und der Primadonna Albertine Blandini. Die Grenze zwischen Bühne und Privatsphäre verwische für Roland, als er mit dem donnernden Applaus zum Narren gehalten wird.
- Farese[2] zergliedert die perfekte Komposition in Prolog, Aktion und Epilog. Auf dem Höhepunkt agiert Roland in der erlebten Rede. Schnitzler drückt darin die bestürzende Einsamkeit des Komparsen aus.

## Verfilmung
- „Der Ehrentag“. Regie: Peter Schulze-Rohr. ZDF 1978.